# Фантастична дівчина (телевізійний серіал)
«Фантастична дівчина» англ. "Out of this World" – американський фентезійний ситком про дівчинку-підлітка, яка є наполовину інопланетянкою, і тому, вона володіє унікальними надприродними здібностями. В Україні серіал транслювався в середині 1990-х років на каналі ICTV. 

## Акторський склад
- Морін Фланіган — у ролі Еві Етель Гарленд
- Донна Пескоу — Донна Фроліх-Гарланд
- Берт Рейнольдс — Трой Гарленд (лише озвучка)
- Джо Аласкі — Біно Фроліх (1987—1991)
- Даг МакКлюр — у ролі Кайла Епплгейта
- Базз Бельмондо — у ролі Базза
- Крістіна Нігра — в ролі Ліндсі Селкірк
- Стів Бертон — Кріс Фуллер
- Карл Стівен — у ролі Квіглі Хендлсмана
- Джон Рорк — Філ (1987-1988)
- Тоні Крейн — Джеффрі Каммінгс (1990)
- Пітер Пітофскі — Пітер (1990-1991)
- Том Нолан — Мік Фроліх (1990-1991)

## Сюжет
Еві Етель Гарленд — дочка Троя і Донни Гарленд. Однак Трой — не звичайний батько. Він — прибулець з планети Антереус. Через своє напівінопланетне походження Еві розвиває три здібності в ході серіалу. Вона може призупиняти час і відновлювати його, оживляти об’єкти зі своїх думок, та телепортуватись (переміщатися з одного місця в інше). Трой живе на Антереї, і його ніхто не бачить, але Еві розмовляє з ним через кристалічний куб. На початку серіалу Еві 13 років, вона живе з матір'ю в Марлоу, Каліфорнія. Серед частих гостей дому Гарлендів — брат Донни Біно Фроліх; Мер Кайл Епплгейт — колишній актор; Ліндсі Селкірк — найкраща подруга Еві; Кріс Фуллер — хлопець Еві; і Базз — просто друг, який схильний сприймати речі буквально. Сюжет епізодів зазвичай побудований навколо того, як Еві викручується з ситуації, яку вона сама спричинила.

## Цікаві факти
Вступні титри серіалу включали кадри зі спецефектами з іншого телесеріалу «Бак Роджерс у 25 столітті» 1979-1981 років. Головний саундтрек є модифікованою версією « Swinging on a Star ». Вступний ролик до серіалу (інтро) про батьків Еві: Донни та Троя, — показують початок їхніх стосунків, включаючи весілля та народження дочки. Обличчя Троя постійно закрите, ніколи повністю не показано. Місце, де відбуваються події — вигадане, має назву Марлоу. Воно показано поруч із Кармел-бай-зе-Сі, Каліфорнія, та Монтереєм, Каліфорнія, із вказівним дорожнім знаком.

## Відгуки критиків
Критик Роджер Фултон, згадуючи серіал "Фантастична дівчина", зазначив, що «як і в багатьох американських ситкомах для підлітків, у серіалі було мало сміху та багато моралізаторства».  У книзі «Телебачення без жалю» містилася рецензія на серіал «Фантастична дівчина», у якому даний серіал описувався як «цілком можливо, найгірший ситком, який коли-небудь створювався — це повний провал на всіх рівнях». І далі у книзі, огляд на цей серіал був негативним, зазначалось, що невдалими є сценарій серіалу, акторська гра та постановка, і що цей ситком не йде ні у яке порівняння із Сабріною, відьмою-підлітком. Веб-сайт Splitsider назвав сітком «Фантастична дівчина», «...можливо, найгіршим ситкомом за всю історію або, принаймні, найгіршим ситкомом 80-х».
1. ↑  . London. ISBN 1-85283-953-8. {{cite encyclopedia}}: Пропущений або порожній |title= (довідка)
2. ↑  Ariano, Tara; Bunting, Sarah D. (2006). Television Without Pity: 752 Things We Love to Hate (And Hate to Love) about TV. Quirk Books. с. 192. ISBN 1-59474-117-4.
3. ↑  Boone, Brian (18 жовтня 2011). Looking Back at the Terrible Syndicated Sitcoms of the Late 1980s. Splitsider. Архів оригіналу за 25 жовтня 2014. Процитовано 22 жовтня 2014.